# Augustinus Yi Kwang-hon
Augustinus Yi Kwang-hon (이광헌 아우구스티노), född 1787 i Gwangju, död 24 maj 1839 i Seoul, var en koreansk adelsman, lekman och martyr. Han vördas som helgon i Romersk-katolska kyrkan, med minnesdag den 24 maj. Augustinus Yi Kwang-hon är en av Koreas martyrer.

## Biografi
Augustinus Yi Kwang-hon levde i sin ungdom ett utsvävande liv, men han blev omvänd till kristendomen och lät sig döpas trots de allvarliga kristendomsförföljelser som pågick i Korea. Han tog sitt dopnamn efter den helige Augustinus. Hela hans familj antog den kristna tron och deras hem blev till en mötesplats för kristna och katekumener. Han och hans hustru Barbara Kwon Hui var kateketer och vinnlade sig om att sprida den katolska läran. Familjen blev emellertid angiven och den 8 april 1839 greps de. Augustinus Yi Kwang-hon torterades för att avsvära sig sin kristna tro. Den 24 maj 1839 halshöggs han utanför Donuimun, Seouls västra stadsport.